# نويل إيفري ساندوذ
نويل إيفري ساندوذ (1901-1965) (بالإنجليزية: Noel Yvri Sandwith)‏ هو عالم نبات بريطاني.
سميت الأجناس النباتية تكريماً له:
- الساندوذية (الاسم العلمي:Sandwithia) سماها جوزف لانجو
- شجرة ساندوذ (الاسم العلمي:Sandwithiodendron) سماها أندريه أوبرفيل وفرانسوا بليغرين
- مجد ساندوذ (الاسم العلمي:Sandwithiodoxa) سماها أندريه أوبرفيل وفرانسوا بليغرين